# Se-ma-for
Se-Ma-For – polska wytwórnia filmowa działająca od 1947 roku w Łodzi.
Nazwa Se-ma-for została przyjęta w 1960 roku dla państwowego Studia Małych Form Filmowych. W latach 1990–1999 wytwórnia działała pod nazwą Studio Filmowe Semafor. W grudniu 1999 roku powstała spółka Se-ma-for Produkcja Filmowa, kontynuująca tradycję zlikwidowanego w tym samym roku studia państwowego. Studio we wszystkich okresach swojego istnienia zajmowało się głównie produkcją animowanych filmów lalkowych, rysunkowych i eksperymentalnych dla dzieci i dla dorosłych.
Przez ponad 70 lat w Semaforze powstało ponad 1400 filmów (w tym około 800 lalkowych), które zdobyły na świecie ponad 300 nagród i wyróżnień na czele z nagrodą Oscara za film Tango Zbigniewa Rybczyńskiego w roku 1983. Nowy Se-ma-for Produkcja Filmowa otrzymał Oscara 25 lat później za produkcję filmu Piotruś i wilk Suzie Templeton.
Oprócz wielu reżyserów i animatorów, w różnych okresach istnienia Studia współpracowali z nim polscy artyści i twórcy różnych dziedzin sztuki: kompozytorzy – Krzysztof Penderecki, Krzysztof Komeda, Michał Urbaniak, Piotr Hertel, Janusz Hajdun, Marek Wilczyński, Jerzy Matuszkiewicz, Piotr Marczewski, Waldemar Kazanecki, Zofia Stanczewa, Andrzej Rokicki, Adam Walaciński, Jan Kanty Pawluśkiewicz, Wojciech Lemański; scenarzyści Sławomir Grabowski, Antoni Bańkowski, Adam Ochocki, Czesław Janczarski, Marek Nejman, Maria Kossakowska, Krystyna Dobrowolska; scenografowie: Zbigniew Rychlicki, Adam Kilian, Karol Baraniecki, Edward Lutczyn, Eryk Lipiński.
Oprócz animacji w studio powstają inne gatunki – np. poetycki film dokumentalny Z głębokości wołam... zrealizowany na podstawie pamiętników dzieci z łódzkiego getta czy trzy filmy dokumentalne o światowym pionierze animacji lalkowej Władysławie Starewiczu. Przy Fundacji Filmowej Se-ma-for istniało również Se-ma-for Muzeum Animacji. W 2010 roku Se-ma-for otrzymał Medal Pro Publico Bono im. Sabiny Nowickiej.

## Historia

### Początki: 1947–1960
W 1946 r. Zenon Wasilewski wraz z Ryszardem Potockim stworzyli przy ul. Jana Kilińskiego 210 w Łodzi Studio Filmów Kukiełkowych. Niecały rok później, w 1947 r., działały w mieście już dwie lokalizacje studia filmów kukiełkowych. Ryszard Potocki kierował lokalem przy ul. Jana Kilińskiego 210, a Zenon Wasilewski kontynuował realizację filmów w swoim prywatnym mieszkaniu przy ul. Radwańskiej 25. Jednak 11 listopada 1947 r. wydano Zarządzenie o likwidacji Studia Filmów Kukiełkowych przy Kilińskiego 210, podpisane przez dyrektora Działu Produkcji Filmów Jerzego Turbowicza. Na jego mocy pracownicy etatowi zostali skierowani do kierownika atelier. Lokal studia przekazano na urządzenie laboratorium fotograficznego, przeniesionego z ul. Gabriela Narutowicza 68. Natomiast aparatura zdjęciowa została przekazana do Studia Filmów Kukiełkowych przy ul. Radwańskiej 25.
W 1947 r. przy ul. Radwańskiej 25 Zenon Wasilewski z pomocą przyjaciół – entuzjastów animacji zrealizował pierwszy lalkowy film animowany Za króla Krakusa. Premiera miała miejsce na jesieni 1947 r. W ten sposób powstało Studio Filmów Kukiełkowych „Filmu Polskiego”.
Kolejnym etapem rozwoju Studia było utworzenie Oddziału Kukiełkowego w ramach łódzkiej Wytwórni Filmów Fabularnych. Jego siedzibą była najpierw piwnica pod halą zdjęciową a później hala pofabryczna. W styczniu 1950 r. został uruchomiony w WFF Oddział Filmów Rysunkowych. Nad jego rozwojem czuwał Władysław Nehrebecki późniejszy twórca Bolka i Lolka. Nehrebecki zrealizował wówczas film Opowiedział Dzięcioł Sowie (1951). Przy filmie współpracował z Lechosławem Marszałkiem, późniejszym twórcą Reksia, który następnie opuścił łódzką wytwórnię i przeniósł się do studia w Bielsku.
W 1956 r. Oddział Filmów Kukiełkowych został przekształcony w samodzielne Studio Filmów Lalkowych z siedzibą w Tuszynie k. Łodzi.
Główni twórcy, którzy debiutowali w tym okresie, to Zenon Wasilewski, Włodzimierz Haupe, Halina Bielińska, Edward Sturlis, Jerzy Kotowski, Lidia Hornicka, Janina Hartwig. W 1959 roku zrealizowali swoje pierwsze filmy Tadeusz Wilkosz (późniejszy twórca Colargola i Pik-Poka), Lucjan Dembiński (późniejszy główny realizator serialu z Misiem Uszatkiem) i Wacław Kondek.

### Studio Małych Form Filmowych: 1960–1990
W 1960 roku ówczesny dyrektor Ryszard Brudzyński wprowadził w życie szerokie plany realizacji w studio filmów krótkometrażowych, nie tylko animowanych. Proponował pracę młodym absolwentom łódzkiej Szkoły Filmowej, którzy mieli szansę na debiut. Zmieniono nazwę wytwórni na Studio Małych Form Filmowych Se-ma-for i rozpoczęły pracę łódzkie oddziały przy ulicy Pabianickiej i Bednarskiej. W tym samym roku powstały pierwsze filmy wycinankowe i rysunkowe.
W latach sześćdziesiątych debiutowali między innymi w animacji: Zofia Ołdak, Daniel Szczechura, Kazimierz Urbański, Alina Kotowska, Andrzej Piliczewski, Ryszard Brudzyński, Katarzyna Latałło, Zbigniew Czernelecki, Stefan Schabenbeck, Henryk Ryszka, Ludwik Kronic, Stanisław Lenartowicz
Debiuty w innych gatunkach (filmy aktorskie, eksperymentalne i dokumentalne): Roman Polański (film Ssaki), Jadwiga Kędzierzawska, Janusz Nasfeter, Janusz Morgenstern, Janusz Majewski, Andrzej Kondratiuk, Jerzy Antczak, Stefan Matyjaszkiewicz, Jerzy Passendorfer, Marek Nowicki, Piotr Andrejew, Andrzej Brzozowski, Janusz Kubik, Jan Laskowski, Wadim Berestowski, Władysław Ślesicki, Wojciech Marczewski.
W latach sześćdziesiątych rozpoczęto realizację seriali: lalkowy Przygody Misia Colargola, rysunkowy Zaczarowany ołówek czy aktorski, dla dorosłych Klub Profesora Tutki. Seriale dla dzieci powstawały także w latach siedemdziesiątych i osiemdziesiątych: lalkowe Miś Uszatek, Trzy misie, Mały pingwin Pik-Pok i Opowiadania Muminków; rysunkowe Dziwny świat kota Filemona, Przygody kota Filemona i Przygód kilka wróbla Ćwirka; plastelinowe Plastelinki; aktorskie, np. Przyjaciel wesołego diabła.
Debiuty z lat siedemdziesiątych to przede wszystkim reżyserzy poszczególnych odcinków seriali: Marian Kiełbaszczak, Dariusz Zawilski, Teresa Puchowska-Sturlis, Krystyna Kulczycka, Eugeniusz Ignaciuk, Janusz Galewicz, Jadwiga Kudrzycka, Ryszard Szymczak, Jerzy Stępień, Wacław Fedak, Danuta Adamska – Strus, Eugeniusz Strus, Ireneusz Czesny.
Na początku lat siedemdziesiątych pojawili się w Se-ma-forze młodzi eksperymentatorzy: Józef Robakowski, Zbigniew Rybczyński, Ryszard Waśko, Władysław Wasilewski, Janusz Połom, Hieronim Neumann, Jerzy Kopczyński, Stanisław Śliskowski. Największe sukcesy festiwalowe odnosiły filmy Zbigniewa Rybczyńskiego Nowa książka i Tango – pierwszy Oscar dla studia. Debiutowali w studio przyszli fabularzyści i dokumentaliści: Krzysztof Nowak, Filip Bajon, Krzysztof Krauze, Leopold Rene Nowak.
Lata osiemdziesiąte to kolejny napływ twórców: Zbigniew Kotecki, Józef Piwkowski, Grzegorz Rogala, Andrzej Barański, Piotr Dumała, Jerzy Łukaszewicz, Andrzej Warchał, Marek Skrobecki, Krzysztof Rynkiewicz i animatorzy lalkowi Wojciech Gierłowski, Krzysztof Brzozowski i Adam Wyrwas.

### Studio Filmowe Semafor: 1990–1999
W roku 1990 ówczesny dyrektor Jacek Gwizdała doprowadził do zmiany nazwy studia na „Studio Filmowe Semafor”. Wytwórnia miała odtąd realizować także duże filmy pełnometrażowe. Z czasem następowało spowolnienie produkcji łódzkiej firmy spowodowane zmniejszeniem kontraktów dla Telewizji Polskiej – większość umów brało na siebie Studio Filmów Rysunkowych z Bielska-Białej. Powstały też konkurencyjne studia prywatne. Studio skupiło się na wytwarzaniu filmów na potrzeby prywatnych stacji.
W latach dziewięćdziesiątych przy realizacji programów telewizyjnych pracował późniejszy reżyser filmów fabularnych Piotr Trzaskalski. W listopadzie 1999 Komitet Kinematografii podjął decyzję o likwidacji państwowego studia Semafor.

### Se-ma-for Produkcja Filmowa: od grudnia 1999
W grudniu 1999 powstała spółka realizatorska założona przez Zbigniewa Żmudzkiego. Za zgodą przewodniczącego Komitetu Kinematografii przyjęła nazwę Se-ma-for Produkcja Filmowa. Zadaniem tego nowego studia było kontynuowanie tradycji państwowego studia, a zwłaszcza realizacja filmów autorskich i animacji lalkowych.
Państwowy Se-ma-for znany był przede wszystkim jako pierwsza i jedyna w Polsce wytwórnia filmów lalkowych. W tej technice powstawały nie tylko seriale dla dzieci, ale także filmy autorskie. Najsłynniejsze to Schody Stefana Schabenbecka, Worek Tadeusza Wilkosza, Kwartecik Edwarda Sturlisa, D.I.M Marka Skrobeckiego. W spółce Se-ma-for Produkcja Filmowa zrealizowano kilka filmów lalkowych: Ichthys i Danny Boy Marka Skrobeckiego, Mokra bajeczka Wojciecha Gierłowskiego, Fantastyczny sklep z kwiatami Pawła Partyki i Piotruś i wilk Suzie Templeton ze scenografią Marka Skrobeckiego. Ten ostatni film, wyprodukowany w koprodukcji z brytyjskim studiem BreakThru Films, odnosił wielkie sukcesy na międzynarodowych festiwalach. Zdobył m.in. główną nagrodę i nagrodę publiczności na najważniejszym festiwalu animacji w Annecy we Francji, a także otrzymał Oscara w kategorii Najlepszy Krótkometrażowy Film Animowany (2008).
W nowym Se-ma-forze debiutowali: Paweł Partyka (film Fantastyczny sklep z kwiatami); Balbina Bruszewska (Miasto płynie); Anna Błaszczyk (Caracas i Powrót); Daria Kopiec (Zuzanna); Kacper Shikeli (Good News, Bad News); Anna Cywińska (Zgrzyt); Paulina Majda (Dwa kroki za...); Jarosław Konopka (Underlife, Ucieczka).
Od czerwca 2008 do września 2016 r. studio miało siedzibę przy ul. Targowej 1/3 na terenie starej elektrociepłowni EC1, gdzie powstało Narodowe Centrum Kultury Filmowej. Od września 2016 r. studio i Muzeum Animacji przeniosło się do kompleksu pofabrycznego WIMA przy al. Piłsudskiego 135. W roku 2017 studio zostało przeniesione do budynku przy ul. Sienkiewicza 100, gdzie działało do maja 2018 r. W maju 2018, po rezygnacji prezesa Luca Toutuunghi i jego wyjeździe z Polski, działalność studia oraz Fundacji Filmowej Se-ma-for została przerwana. Studio nie zdołało zapłacić długów, na skutek których majątek przeszedł częściowo w ręce komorników. Miasto Łódź podjęło się próby zabezpieczenia eksponatów muzealnych jako element o statusie dziedzictwa narodowego.

### Fundacja Filmowa Se-ma-for i Muzeum Animacji
W roku 2008 powstała Fundacja Filmowa Se-ma-for, której zadaniem jest wspieranie twórczości dla dzieci, realizacja filmów autorskich i debiutów oraz prowadzenie Muzeum Animacji (pierwsza nazwa to – Muzeum Bajki), w którym gromadzone były lalki, dekoracje z filmów i sprzęt zdjęciowy. W roku 2016 Muzeum zostało przejęte przez firmę Se-ma-for Technikal Solution. Fundacja posiadała do roku 2015 status Organizacji Pożytku Publicznego dzięki czemu może uzyskiwać dochody z 1% odpisów podatkowych z przeznaczeniem na cele statutowe. W styczniu 2018 roku przestało działać Muzeum, a w maju 2018 została zawieszona działalność Fundacji.
Fundacja była organizatorem imprezy Se-ma-for Film Festival specjalizującej się w poklatkowej animacji lalkowej. Festiwal odbywał się każdej jesieni w latach 2010–2013.

### Dyrektorzy
- Włodzimierz Haupe (1955–1956)
- Aleksander Postołow (1956–1959)
- Ryszard Brudzyński (1959–1968)
- Janusz Galewicz (1968–1975)
- Zbigniew Godlewski (1975–1976)
- Wiktor Budzyński (1977–1981)
- Bogusław Kuzio (1982–1990)
- Jadwiga Wendorff (1990)
- Jacek Gwizdała (1990–1992)
- Sławomir Grabowski (1993)
- Andrzej Strąk (1994–1999)[3]
- Zbigniew Żmudzki – prezes studia Se-ma-for Produkcja Filmowa (2000–2015)
- Luc Toutounghi – prezes studia Se-ma-for Produkcja Filmowa (od 2015 do maja 2018)
- W roku 2019 Zbigniew Żmudzki został kuratorem Spółki i Fundacji, wyznaczonym przez Sąd KRS w Łodzi[8].

## LaureaciOscara
- 1982: Tango
- 2007: Piotruś i wilk

## Produkcje

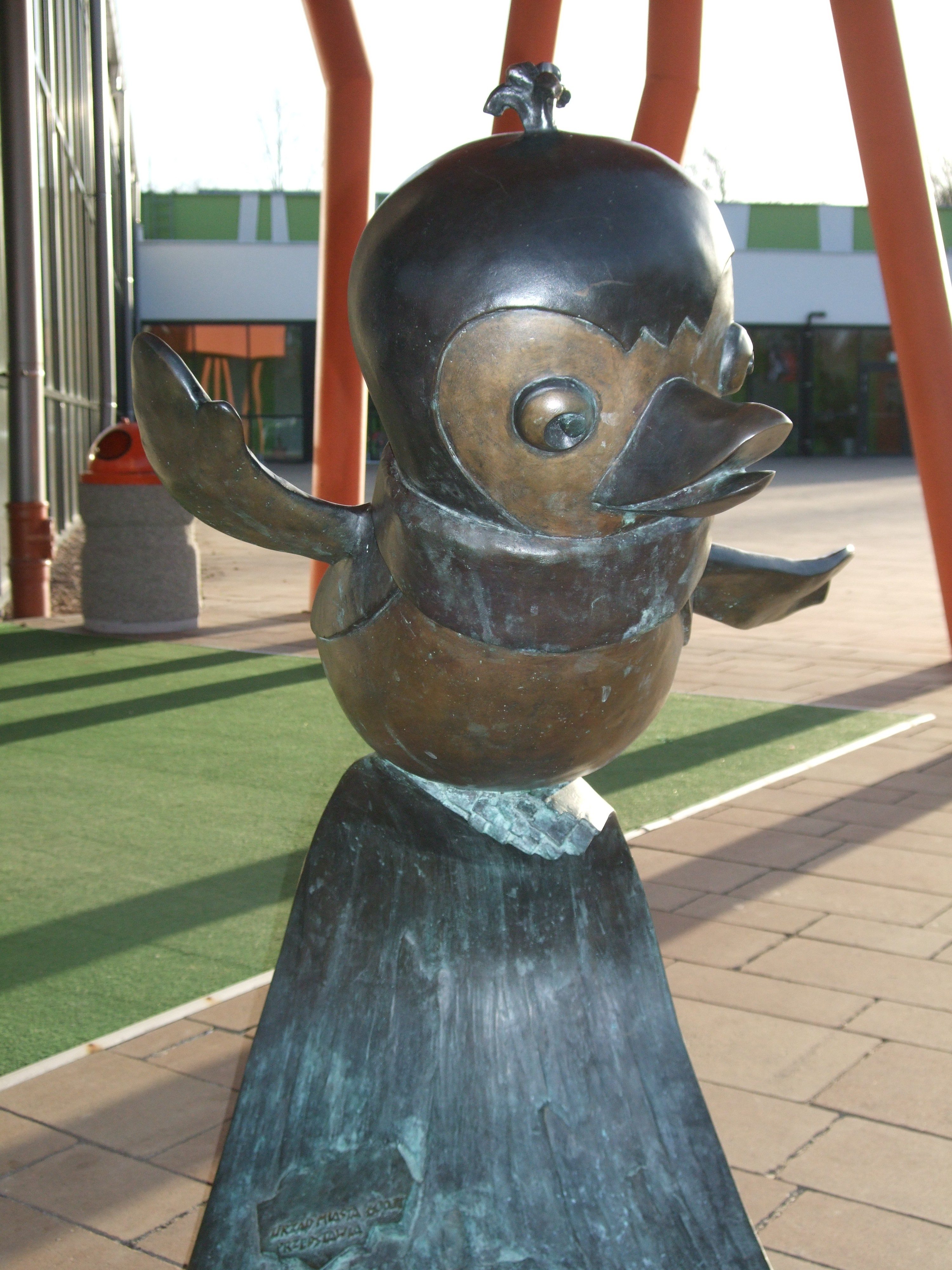
Pomnik pingwina Pik-Poka w Łodzi

Do najbardziej znanych i najważniejszych filmów zaliczane są:
- Krótkometrażowe animacje:
  - Miś Uszatek – reżyseria Lucjan Dembiński
  - Tango, Nowa książka, Zupa. Święto, Plamuz – reżyseria Zbigniew Rybczyński
  - DIM, Ichthys i Danny Boy – reżyseria Marek Skrobecki
  - Piotruś i wilk – reżyseria Suzie Templeton
  - Schody, Wszystko jest liczbą – reżyseria Stefan Schabenbeck
  - Ściany, Czarny Kapturek, Lykantropia, Wolność nogi – reżyseria Piotr Dumała
  - Kwartecik, Człowiek i anioł – reżyseria Edward Sturlis
  - Fotel, Hobby, Podróż, Fatamorgana – reżyseria Daniel Szczechura
  - Blok, Wyliczanka – reżyseria Hieronim Neumann
  - Śniadanie na trawie, Kalewala – reżyseria Stanisław Lenartowicz
  - Za króla Krakusa, Uwaga Diabeł – reżyseria Zenon Wasilewski
  - Worek, Nie drażnić lwa – reżyseria Tadeusz Wilkosz
  - Niebezpieczeństwo – reżyseria Jerzy Kotowski
  - Ondraszek – reżyseria Wacław Kondek
  - Na dnie szafy – reżyseria Jerzy Kopczyński
  - Miasto płynie – reżyseria Balbina Bruszewska
  - Fantastyczny sklep z kwiatami – reżyseria Paweł Partyka
  - Caracas, Powrót – reżyseria Anna Błaszczyk[4]
  - Maska – reżyseria Bracia Quay
  - Świteź – reż. Kamil Polak – koprodukcja z Human Ark.
  - Gwiazdka kota Filemona, Kocia Wielkanoc

- Pełnometrażowe animacje
  - Szczęśliwe dni Muminków
  - Zima w Dolinie Muminków
  - Filemon i przyjaciele

- Seriale lalkowe:
  - Przygody Misia Colargola (1968–1974) – główny realizator Tadeusz Wilkosz (we współpracy z francuskim studiem Procidis(inne języki))
  - Miś Uszatek (1975–1987) – główni realizatorzy Lucjan Dembiński i Janusz Galewicz
  - Opowiadania Muminków (1977–1982) – główny realizator Lucjan Dembiński
  - Plastusiowy pamiętnik (1980) – reżyseria Zofia Ołdak
  - Trzy misie (1982–1986) – główny realizator Tadeusz Wilkosz (we współpracy z austriackim studiem Apollo Film)
  - Plastelinki (1980–1990) – reżyseria Danuta Adamska – Strus i Eugeniusz Strus
  - Leśne skrzaty i kaczorek Feluś (1982–1985) – reżyseria Wadim Berestowski
  - W krainie czarnoksiężnika Oza (1983–1989) – główny realizator Lucjan Dembiński
  - Kolorowy świat Pacyka (1981–1990) – główny realizator Marian Kiełbaszczak
  - Maurycy i Hawranek (1986–1990) – główny realizator Marian Kiełbaszczak
  - Jeż Kleofas (1987–1988) – główna realizatorka Jadwiga Kudrzycka, scenariusz Piotr Kaczorowski (pseudonim Konrada Szołajskiego)
  - Mały pingwin Pik-Pok (1989–1992) – główny realizator Tadeusz Wilkosz
  - Mordziaki (1993–2000) – główny realizator Marian Kiełbaszczak
  - Parauszek i przyjaciele (2013–2014) – reżyseria Krzysztof Brzozowski

- Seriale rysunkowe:
  - Zaczarowany ołówek (1963–1977) – główni realizatorzy Zbigniew Czernelecki, Andrzej Piliczewski, Ludwik Kronic, Karol Baraniecki
  - Dziwny świat kota Filemona i Przygody kota Filemona (1972–1974; 1977–1981) – główny realizator Ludwik Kronic, Ireneusz Czesny, Andrzej Piliczewski, Alina Kotowska
  - Ferdynand Wspaniały (1975–1977) – główni realizatorzy Alina Kotowska, Ireneusz Czesny, Wacław Fedak
  - Przygód kilka wróbla Ćwirka (1983–1989) – główni realizatorzy Ireneusz Czesny, Jerzy Stępień